# Adéla Šimková
Adéla Šimková (* 28. října 1991) je česká chemička a popularizátorka vědy. Její výzkum se soustředí na léčbu rakoviny pomocí chemických látek, které cílí přímo na nádorové tkáně. Zkoumá především enzym FAP (fibroblastový aktivační protein), který je jedním z původců rakovinného bujení.
Kromě vědecké práce se aktivně věnuje popularizaci vědy. Během pandemie covidu-19 spoluzaložila projekt Zeptej se vědce, který umožňuje veřejnosti klást otázky odborníkům z různých vědních oborů. Tento projekt reagoval na potřebu poskytovat ověřené informace a bojovat proti dezinformacím.

## Vzdělání a kariéra
Vystudovala organickou chemii na Přírodovědecké fakultě Univerzity Karlovy v Praze.
Od roku 2016 pracuje v Ústavu organické chemie a biochemie Akademie věd České republiky (ÚOCHB AV ČR). Působí jako doktorandka ve výzkumné skupině Jana Konvalinky, která se zabývá na proteázami lidských patogenů.

## Výzkum
- Její výzkum se zaměřuje na studium FAP (fibroblastový aktivační protein), který hraje důležitou roli při nádorových onemocněních.
- Snaží vyvinout inhibitory FAP, které by zabránily jeho působení a tím zpomalily růst nádoru.
- Podílí se také na výzkumu FAP jako cíle v radioterapii a imunoterapii, například pro přesné doručování léčiv do nádorových tkání.

## Popularizace vědy
Kromě své vědecké práce se Adéla Šimková snaží přiblížit veřejnosti svůj výzkum a popularizovat vědu:
- Na YouTube je možné vyslechnout její přednášku Jak uvařit molekuly, které najdou nádor.[5]
- Na internetu spoluzaložila projekt Zeptej se vědce, který umožňuje veřejnosti klást otázky odborníkům z různých vědních oborů.[1]
- Na sociálních sítích (zejména na Instagramu) sdílí své profesionální zážitky a přibližuje vědu široké veřejnosti pod přezdívkou crazy_chemist_adela.[1][6]